# Claude Brasseur
Claude Brasseur, ursprungligen Claude Pierre Espinasse, född 15 juni 1936 i Neuilly-sur-Seine, Île-de-France, död 22 december 2020 i Paris, var en fransk skådespelare.
Han ägnade sig även åt bobsleigh och bilsport (Dakarrallyt).

## Utmärkelser
Brasseur tilldelades två Césarpris för sina insatser.

## Roller i urval
- 1959 – En gata i Paris
- 1960 – De bestialiska
- 1962 – Korpralen
- 1963 – Pepparkarameller
- 1964 – En rövarhistoria
- 1965 – Rififi i Paris
- 1966 – Den 13:e mannen
- 1972 – En skön tjej som mej
- 1975 – Bland bockar och brudar
- 1976 – Le grand escogriffe
- 1976 – Åh... dessa karlar!
- 1978 – L'Argent des autres
- 1978 – Une histoire simple
- 1993 – Ett, två, tre, frys!
- 2006 – Camping
- 2010 – Camping 2
- 2016 – Camping 3